# Supertaça Cândido de Oliveira de 2018
A Supertaça Cândido de Oliveira de 2018 foi a 40ª edição da Supertaça Cândido de Oliveira. 
Opõs o campeão nacional Porto, enquanto vencedor da Primeira Liga de 2017–18, ao Aves, vencedor da Taça de Portugal de 2017–18.

## Historial na prova
O Porto, qualificou-se para a sua 30.ª participação na Supertaça Cândido de Oliveira, tendo anteriormente conquistado 20 títulos na prova. 
O Aves qualificou-se para a sua 1.ª participação na Supertaça Cândido de Oliveira.

## Qualificação
O Porto qualificou-se para a Supertaça Cândido de Oliveira de 2018 enquanto Campeão Nacional e vencedor da Primeira Liga de 2017–18. 
O Desportivo das Aves qualificou-se para esta edição da Supertaça enquanto vencedor da Taça de Portugal de 2017–18.

## Estádio
O estádio escolhido para a disputa da Supertaça Cândido de Oliveira de 2018 foi o Estádio Municipal de Aveiro, em Aveiro. Inaugurado em 2003 e com uma lotação de 32.830 lugares, foi a 9.ª Supertaça disputada neste estádio, sendo o estádio que conta mais disputas na prova desde que em 2001 a Supertaça passou a disputar-se em jogo único.

## Partida
| 4 de Agosto de 2018 | Porto                                                    | 3 – 1 | Aves               | Estádio Municipal de Aveiro           |
| 20:45               | Yacine Brahimi 25' · Maxi Pereira 67' · Jesús Corona 84' |       | Claudio Falcão 14' | Público: 28 560 Árbitro: Luís Godinho |

| FC Porto | CD Aves |

## Campeão
| Supertaça Cândido de Oliveira 2018 |
| ---------------------------------- |
| Porto (21º Título)                 |